# Amédée Gordini

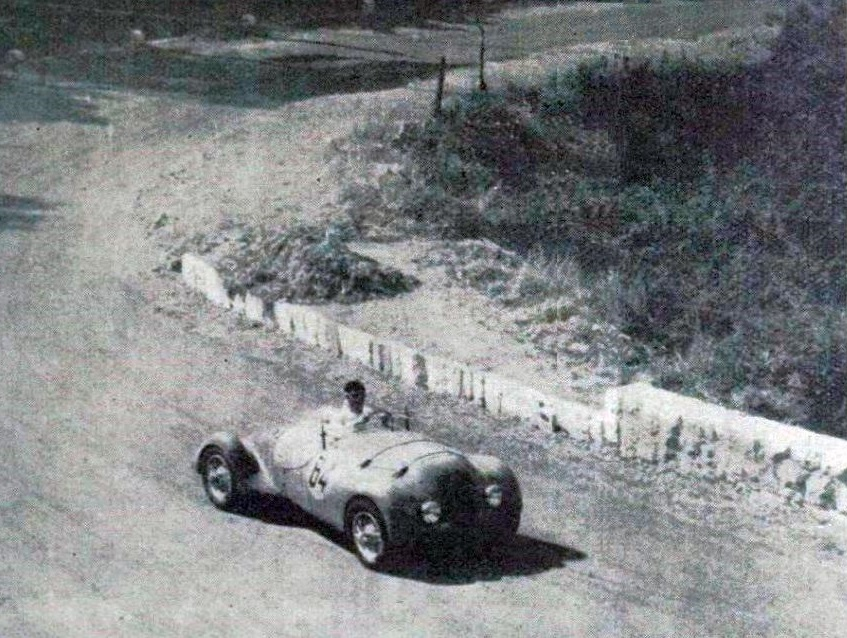
Amédée Gordini en la Cota de La Turbie, en el viraje del Observatorio, durante el Critérium París-Niza de 1938, prueba en la que sería el vencedor

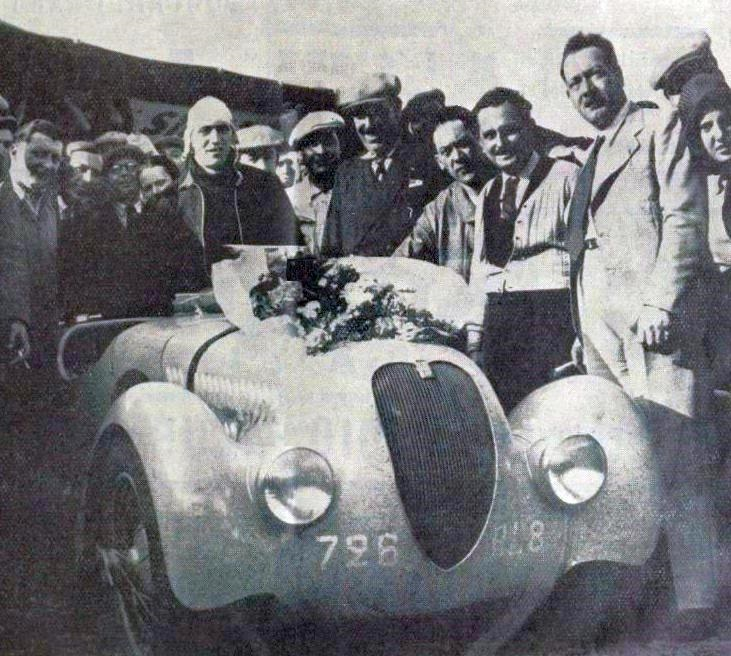
Amédée Gordini vencedor en la Bol d'Or automovilística de 1938, con un Simca T8

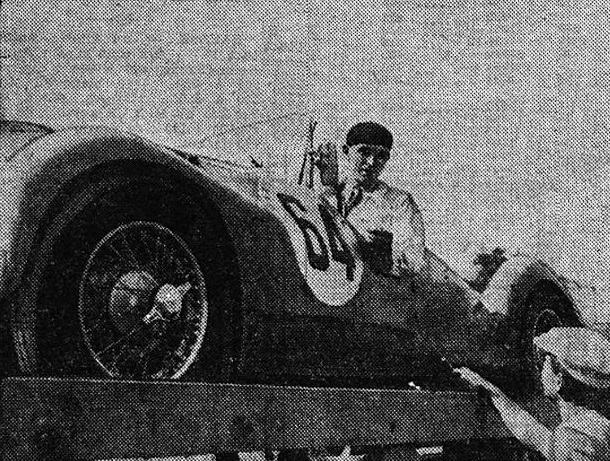
Amédée Gordini y su Simca 8, en el circuito de la Baule (agosto de 1938)

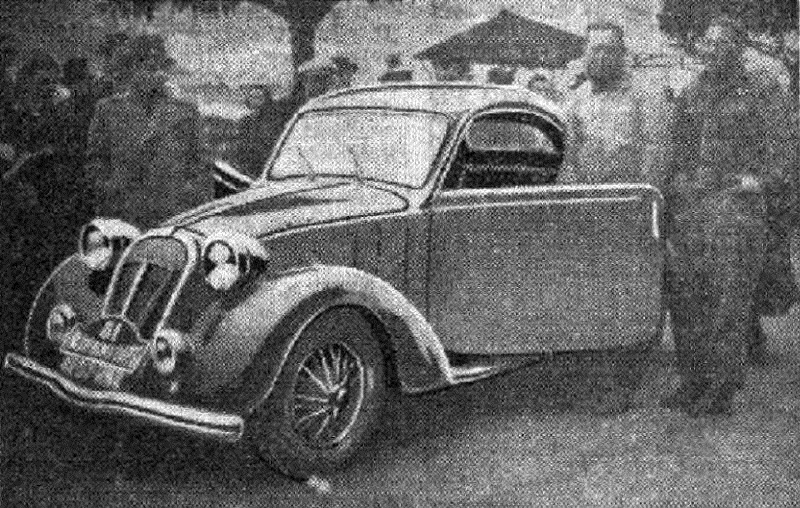
Amédée Gordini y José Scaron, con un cupé Simca-8 en el Rallye de Monte Carlo de 1939 (vencedores de la segunda categoría)

Amedeo "Amédée" Gordini (23 de junio de 1899-25 de mayo de 1979) fue un piloto de carreras nacido en Italia, posteriormente dedicado a la fabricación de automóviles deportivos en Francia, primero ligado a la marca Simca y posteriormente con Renault, marca esta última que produjo los modelos más populares que llevaron su nombre. 

## Biografía
Gordini nació en Bazzano, actualmente parte de la Ciudad Metropolitana de Bolonia en la región de Emilia-Romagna, en el norte de Italia. Fascinado desde que era un niño por los automóviles y las carreras, en su adolescencia temprana trabajó como mecánico para Alfieri Maserati. Después de servir en el ejército italiano durante la Primera Guerra Mundial, en 1926 se casó y se estableció en París. Una vez en Francia, compitió al volante de bólidos Fiat en las carreras del Grand Prix y en las 24 Horas de Le Mans. Convencido de las virtudes del Fiat Balilla, lanzado a principios de 1932, utilizó un chasis de este modelo para desarrollar un convertible propio que utilizó en sus primeras carreras.
En 1934, Gordini contactó con Henri Pigozzi, "Representante General" de Fiat en Francia, amigo cercano y socio comercial de Giovanni Agnelli, el dueño de Fiat. Desde 1928, Pigozzi había estado ensamblando automóviles Fiat en Suresnes, en Francia, utilizando una combinación de componentes importados y de origen local. En noviembre de 1934, el negocio de Pigozzi se trasladó a unas instalaciones más grandes en Nanterre, origen de Simca. Gordini disfrutaba de una sólida reputación como piloto de carreras e ingeniero, con un especial conocimiento de la mecánica de los Fiat. Naturalmente, existía un vínculo entre Gordini y Pigozzi, en parte porque ambos eran expatriados italianos que se habían mudado a Francia después de la guerra. Gordini se encontró rápidamente al frente del departamento de automovilismo de competición de Simca. Rápidamente mostró una gran habilidad para mejorar el rendimiento de los motores básicos diseñados por Fiat sin incurrir en costes elevados, siendo conocido con el sobrenombre de  "le sorcier de la mechanique" ("el mago-mecánico" ), permaneciendo con Simca hasta 1951. Desde la década de 1940, su hijo Aldo se unió a su equipo de carreras como mecánico y conductor ocasional. 
La ruptura con Simca surgió debido a la falta de apoyo del fabricante a la participación de Simca-Gordini en el nivel máximo de las carreras de automóviles, incluida la Fórmula 1. En 1952, Gordini fundó la compañía independiente Gordini para construir una línea de automóviles deportivos de carreras.
Los automóviles inscritos por Gordini en Le Mans fueron muy rápidos. Su preparación de los motores de serie los dotaba del rendimiento propio de los motores de Gran Premio, una hazaña que nadie creía posible. El Musée National de l'Automobile de Mulhouse en Mulhouse, Francia, que presenta la colección Schlumpf, posee numerosos coches de carreras de la marca Gordini, incluyendo un Tipo 16 de Gran Premio (1954), un monoplaza Tipo 32 (1956), y el Gordini 26 S (conducido por la famosa escritora francesa Françoise Sagan). 
A pesar de los éxitos en las competiciones deportivas, después de la Segunda Guerra Mundial, obtener el apoyo financiero necesario para participar en las carreras se había vuelto cada vez más difícil, y el negocio tuvo dificultades financieras sin el respaldo de Pigozzi. La salvación oportuna apareció en 1957, cuando Renault se comprometió con Gordini. Durante las últimas dos décadas de su carrera, sus habilidades técnicas se combinaron con el músculo financiero del mayor fabricante de automóviles de Francia para dar nacimiento a una sucesión de versiones de alto rendimiento de automóviles de gran serie, comenzando con el Renault Dauphine e incluyendo el Renault Caravelle, Renault 5 Alpine Turbo, Renault 8, Renault 12 y Renault 17. 
En Brasil, los cambios técnicos en la versión brasileña del Renault Dauphine, fabricada por Willys-Overland, hicieron que la compañía cambiara el nombre de este modelo de automóvil en 1962, y lo lanzó con la denominación más popular de Gordini . 
Gordini murió después de varios meses de enfermedad aguda a finales de mayo de 1979, en París, menos de un mes antes de cumplir los ochenta años. Fue enterrado en el cementerio de Montmartre. Lamentablemente, murió pocas semanas antes de estar presente en la primera victoria en Fórmula 1 del motor Renault V6 turbo, desarrollado por la división Renault Sport en la que había fusionado su propia empresa y que había contribuido a desarrollar desde 1969.

## Reconocimientos
- En 1953, el gobierno de Francia otorgó a Amédée Gordini la Legión de Honor.[4]

## Galería de imágenes
|  |  |  |  |

|  |  |  |  |